# Leptodontium proliferum
Leptodontium proliferum là một loài Rêu trong họ Pottiaceae. Loài này được Herzog mô tả khoa học đầu tiên năm 1916.